# 奥特斯河畔圣彼得
奥特斯河畔圣彼得是奥地利施蒂利亚州拉德克斯堡县的一个市镇。总面积35.48平方公里，总人口2281人，人口密度64.3人/平方公里（2005年）。